# 北海道福祉教育専門学校
北海道福祉教育専門学校（ほっかいどうふくしきょういくせんもんがっこう、英語:Hokkaido Welfare Education Vocational School）とは、北海道室蘭市にある私立の専修学校。運営母体は、学校法人北斗文化学園。

## 概要
- 「教育・社会福祉課程」を開設する、北海道胆振・日高地区唯一の人材育成機関[1]。
- 室蘭市母恋北町の本校の他、北海道より令和元年度「外国人介護人材受入支援事業」を受託[2]。
- 介護福祉学科は、平成5年度卒の第1期生から令和元年度卒の第27期生まで、就職希望者の完全就職率を100%達成している。
- 平成23年に設置された「こども未来学科」は豊岡短期大学通信教育部と学務提携をしており、専修学校であるのにもかかわらず、短期大学士の称号、および幼稚園教諭2種免許状の取得が可能となっている。
- 就職先としては室蘭市および登別市周辺の老人保健施設、特別養護老人ホーム、児童福祉施設が多い。

## 沿革
- 1941年（昭和16年） - 前身校が開校。
- 1992年（平成4年） - 専門課程「介護福祉学科」を設置。
- 2007年（平成19年） - 室蘭市、登別市、伊達市の三市より保育士と幼稚園教諭の養成課程設置の要請を受ける。
- 2008年（平成20年） - 専門課程調理師学科が独立校化して「北斗文化学園インターナショナル調理技術専門学校」となり、校名を「北海道福祉教育専門学校」に改称。
- 2009年（平成21年） - 「こども未来学科」を設置。
- 2019年（平成31年） - 「介護福祉学科」を「自立支援介護福祉学科」へ名称変更。自立支援介護福祉学科に外国人留学生が入学する。
- 2019年（令和元年）10月 - 登別市と包括連携協定を締結。
- 2019年（令和元年）10月 -北海道より令和元年度「外国人介護人材受入支援事業」受託
- 2020年（令和2年）3月 -北海道より令和2年度「外国人介護人材受入支援事業」受託

## 設置学科
- 自立支援介護福祉学科（2年制・昼間・定員40名[3]）
- こども未来学科（2年制・昼間・定員50名[3]）

## 所在地
- 北海道室蘭市母恋北町1丁目5－11

## アクセス
- JR母恋駅から徒歩5分
- 道南バス〈地球岬団地行き>24・26・27系統番号「北町中央」下車徒歩1分

## 取得できる資格・免許状

### 自立支援介護福祉学科
- 専門士称号（衛生関係分野）
- 介護福祉士
- 社会福祉主事

### こども未来学科
- 専門士称号（教育・福祉関係分野）
- 短期大学士称号（豊岡短期大学）
- 幼稚園教諭2種免許（豊岡短期大学通信課程）
- 保育士
- 社会福祉主事（豊岡短期大学通信課程）